# Ai coração
Chansons représentant le Portugal au Concours Eurovision de la chanson
Saudade, saudade
(2022) Grito
(2024)
Ai coração (« Oh, cœur » en portugais) est une chanson de Mimicat qui représente le Portugal au Concours Eurovision de la chanson 2023, à Liverpool au Royaume-Uni. Elle sort le 27 janvier 2023, dans le cadre de sa participation au 57e Festival da Canção, qu'elle finit par remporter après avoir été plébiscitée à la fois par le jury et par le public. La chanson est intégralement interprétée en portugais.

## Concours Eurovision de la chanson

### AuFestival da Canção
Ai coração est dévoilée le 27 janvier 2023, avec les dix-neuf autres chansons du Festival, accompagnée d'une vidéo YouTube avec les paroles. Elle participe à la première demi-finale, le samedi 25 février 2023, et se qualifie pour la finale du 11 mars, après avoir terminé à la deuxième place (tout en ayant pris la première place des votes du public).
Lors de la finale, Mimicat remporte à la fois le vote du jury (à égalité) et le vote du public. Elle devient donc la représentante portugaise à l'Eurovision 2023.

### À l'Eurovision
Ai coração participe à la première demi-finale, le mardi 9 mai 2023, et est la cinquième des quinze chansons à être présentée sur scène. La chanson est qualifiée pour la finale du samedi 13 mai; et va terminer a la 23e place du podium.